# Eleazar Huerta
Eleazar Huerta Valcárcel (* 22. Dezember 1903 in Tobarra, Provinz Albacete; † 28. Januar 1974 in Santiago de Chile) war ein chilenischer Romanist und Hispanist spanischer Herkunft.

## Leben und Werk
Eleazar Huerta Valcárcel studierte Rechtswissenschaft in Madrid und wurde sozialistischer Politiker, ab 1936 Abgeordneter, 1937 Bürgermeister von Albacete. Gleichzeitig lehrte er an der dortigen Pädagogischen Hochschule. Nach dem Bürgerkrieg ging er nach Chile ins Exil. 1957 wurde er Professor für spanische und Weltliteratur an der neu gegründeten Universidad Austral de Chile in Valdivia. Er baute mit Guillermo Araya Goubet die dortige spanische Abteilung auf und war 1964 Mitbegründer der Zeitschrift Estudios filológicos. In Tobarra trägt das städtische Kulturinstitut seinen Namen.

## Werke
- Poética del "Mio Cid", Santiago, Chile: Ediciones Nuevo Extremo, 1948, Albacete, Ediciones de la Diputación, 1990.
- (Hrsg.) Mariano Latorre (1886–1950), La isla de los pájaros, Santiago, Nascimento, 1955.
- (Hrsg.) Angel de Saavedra Rivas, Don Alvaro, o, La fuerza del sino, y seleccion de Romances historicos, Santiago de Chile, Editorial Universitaria, 1958.
- Esquema de poetica, Santiago de Chile,  Editorial Andres Bello, 1962.
- Indagaciones épicas. La maravilla épica y su forma reveladora en la «Iliada» y en el «Poema del Cid», Valdivia, Facultad de filosofía y letras de la Universidad austral de Chile, 1969.
- El simbolismo de la mano en Bécquer, Albacete, Ediciones de la Diputación, 1990.
- Lo árabe en la novela española y otros ensayos, Albacete, Ediciones de la Diputación, 1991.
- Cancionero mozo y Libro de alo, Albacete, Ediciones de la Diputación, 1992.